# بيت جدي (مسلسل)
بيت جدي مسلسل سوري ينتمي لنمط البيئة الشامية من تأليف مروان قاووق وعرض على فضائية السعيدة وقناة الراي وقناة الجماهيرية الليبية وقناة حنبعل والقناة السعودية الأولى. ولاقى المسلسل نجاحا أدى إلى إنتاج جزء ثاني بعنوان الشام العدية مع غياب الفنان ناجي جبر نتيجة وفاته ورجوع العديد من ممثلي الجزء الأول مع وجود الشخصيات الجديدة.

## الجزاء الأول
يتناول المسلسل حي الميدان في عام 1930 عبر عائلة كبيرة تسكن بيتًا واحدًا وينشأ بين أفرادها العديد من القضايا التي تستهوي المشاهدين ولا يكتفي العمل بذلك بل يخرج إلى الحارة ليلاحظ تشابك العلاقات بين أفرادها وخاصة أن حي الميدان يعد من أعرق الأحياء الدمشقية وكان في تلك الفترة في قلب المدينة, القصة قد تكون صعبة ولكنها متميزة وممتعة وهي تحكي عن بيت يسكن فيه ((رشدي بيك)) أسعد فضة وهو ملك ((أبو راشد)) ناجي جبر ولكن ((رشدي بيك)) لم يدفع قيمة البيت ومن هنا تبدأ القصة الجميلة التي يستمتع بها أي مشاهد. وهناك أحداث أخرى منها خطوبة ((صطيف)) وسيم الرحبي من ((أميرة)) أناهيد فياض ودخول ((زكو وسلمو)) رامز أسود ونوار بلبل إلى السجن وعملهما لصالح ((صبري أفندي)) بسام كوسا كجواسيس على الحارة وطلاق ((بشيرة)) إمارات رزق من ((راشد)) علاء القاسم ومقتل عجاج وائل شرف في الحلقة الأخيرة ويقتله ((زكو)) رامز أسود ومقتل ((صبري أفندي)) بسام كوسا في الحلقة الأخيرة ويقتله ((أبو راشد)) ناجي جبر داخل دكان ((أبو شريف)) سليم كلاس.

## الجزء الثاني
تبدأ قصة المسلسل بعد موت عجاج ابن أبو راشد وبعد طعن أبو راشد لصبري أفندي في بطنه لكنه لم يمت ويأخذه شلهوب إلى المستشفى ويبقى بين الموت والحياة ثم يظهر بأن صبري لايزال على قيد الحياة فيهرب أولاد أبو راشد من صبري فيذهب راشد ليختبئ عند العكيد أبو عزيز ويذهب شاكر ألى أبو شبلي ويحاول ياسين الذهاب إلى أبو عبدو الصالحاني ولكنه يفشل بسبب عناصر السرايا الذين حاصرو الحارة فيختبئ عند فاديا ووداد بنات رشدي بيك ويظهر رسلان وهو ابن أبو رسلان ابن عم أبو راشد وهو الهارب من السرايا عند ثوار الغوطة فيلتقي براشد الذي أخذه العكيد أبو عزيز عند ثوار الغوطة ليختبئ ثم يذهب شاكر أيضا إلى ثوار الغوطة ويظهر زكو قاتل عجاج ورفيقه سلمو الذي يتوضح بأنه لم يمت فيطلب صبري أفندي منهما أن يقتلا شلهوب شريكه في الذهب الذي كان مخبئ في محل الحلاق أبو شريف الذي مات بسبب التعذيب من صبري وفعلا يطلب صبري أفندي من شلهوب الذهاب إلى بيت الحلاق لتفتيشه ولكن كان سلمو وزكو ينتظرانه ثم قتلاه ورما جثته في الحارة وتمر الأحداث منها عودة رسلان إلى الحارة واختبئ أبو راشد في بيت أبو رسلان القديم ثم يطلب صبري أفندي من زكو وسلمو أن يراقبا أبو رسلان وثم عرف زكو وسلمو أين أبو راشد فأرسل صبري عناصر السرايا للقبض عليه وعرف درويش جاسوس الحارة بأن ياسين كان يختبئ في بيت رشدي بيك فيلقون القبض عليه وعلى وداد وفاديا ثم يعرف فوزي بأن زكو وسلمو يعملا عند صبري أفندي فيرسل عناصره للقبض عليهما ولكن زكو كان يحمل مسدس شلهوب فتحصل عملية اطلاق النار إلى أن مات زكو وأخذوا عناصر السرايا سلمو فيهجم رسلان ورجال الغوطة على السرايا ويحررون أبو راشد وياسين ووداد ولكن صبري قتل فاديا ثم يحاول أن يهرب ولكنه يقتل على يد رسلان ووداد وفوزي.

## الشخصيات
| الدور            | مؤدي الشخصية        | المعلومات |
| ---------------- | ------------------- | --- |
| صبري أفندي       | بسام كوسا           | بدور صبري أفندي "صبري محمود مصطفى" وهو رجل رجل شرير وحقير واحد موظفي السرايا الكبار يريد دكان أبو شريف الحلاق من اجل ذهب جده وهو قاتل عجاج ورشدي بيك يطعن على يد أبو راشد اثناء دخوله الدكان.                                                         |
| ابو راشد         | ناجي جبر            | بدور أبو راشد "عطا راشد البغجاتي" وهو بغجاتي الحارة صاحب محل الحلو ووالد عجاج وراشد وشاكر وأميرة وياسين يحب ابنه عجاج أكثر من اولاده يقوم بطعن صبري بسبب قتله لابنه .                                                                                 |
| ام عجاج          | وفاء موصللي         | بدور ام عجاج زوجة ابو راشد الاوله وام عجاج و اميرا وكنت لا تستطيع الحمل وقمت بتزويج ابو راشد من ام راشد واصبحت حامل با عجاج. |
| رشدي بيك         | اسعد فضة            | بدور رشدي بيك وهو رجل شرير وموظف كبير جدا في السرايا يطمع في ذهب أبو شريف معجب بالخادمة رمزية يقتل على يد زكو. |
| عجاج             | وائل شرف            | بدور عجاج وهو شاب طيب ولطيف ويحب اخوته رغم غيرتهم منه ومعاملتهم له بقسوة وابن أبو راشد يقتل على يد زكو. |
| عطور             | نورا رحال           | بدور عطور وهي امرأة صبري وهي امرأة لا تنجب اولاد ولكنها تظن ان صبري هو الذي لا ينجب اولاد لا يحبها صبري ويبغضها تهرب في الجزء الثاني بعد طعن صبري. |
| المختار ابو جمال | عبدالرحمن آل رشي    | المختار ابو جمال مختار الحارة، |
| ابو شبلي         | عبدالرحمن أبوالقاسم | هو اخو ام عجاج وصهر ابو راشد، ويسكن في دومة |
| ابو شريف         | سليم كلاس           | ابو شريف الحلاق، يقوم اصبري بطلب الدكان منه بسبب الذهبات، ويرفض ويقوم صبري بتعذيبه، وهو سبب في موت عجاج |
| ام بشيرة         | هدى شعراوي          | ام بشيرة، تسكن في بيت ملك ابوراشد وبنتها تكون زوجت راشد، تقوم ام بشيرة بفضح ابو راشد بقتل اخته على السطوح. |
| ام راشد          | سحر فوزي            | زوجت ابو راشد الثاني و ان عجاج وشاكر وياسين. |
| بهيجة            | غادة بشور           | داية الحارة، وتكذب على ام بشيرة و ام راشد بأن حفيظة و بشيرة حامل ب صبيان وياتون بنات. |
| ابو نجم          | عصام عبه جي         | خضري الحارة. |
| ابو عارف         | حسن دكاك            | ابو عارف البوابيري. |
| ابو عزيز         | علي كريم            | مختار حارته، وكان يريد الزواج من ام احمد. |
| زكور             | رامز الأسود         | بدور زكريا (زكو) وهو رجل ازعر وسرسري وصاحب مشاكل ورفيق سلمو وهو شخص مكروه في الحارة هو وصديقه سلمو وهو قاتل عجاج ورشدي بيك يقوم بضرب اولاد أبو راشد بالسكين ويهرب ولكنه يرجع ويطرد من الحارة ويهرب بعد قتله لعجاج وقام بطعن سلمو بالخطأ لكنه لا يموت. |
| سلمو             | نوار بلبل           | بدور سليمان (سلمو) وهو رجل ازعر وسرسري وقاتل ومكروه يقبض عليه صبري ويعفي عنهما ويتعاطى الحشيش مع صديقه زكو يطعن على يد زكو بالخطأ بسبب عجاج. |
| راشد             | علاء قاسم           | ابن ابو راشد الأكبر و زوج بشيرة و ام احمد، يطلق بشيرة بسبب ام بشيرة. |
| شاكر             | محمد قنوع           | ابن ابو راشد الاصغر من عجاج، زوج حفيظة |
| ياسين            | علي سكر             | ابن ابو راشد الأصغر، |
| اميرا            | أناهيد فياض         | اميرا وخطيبة صطيف بنت مضلوم بسبب بشيرة،. |
| حفيظة            | رنا شميس            | زوجت شاكر الأول، وكنت ام راشد. |
| وداد             | رواد عليو           | ابنت رشدي بيك الاصغيره، وحبيبت عجاج، يقوم صبري أفندي بطلب ايده ويقبل ابوه، ثم يرفض. |
| فاديا            | لمى إبراهيم         | ابنت رشدي بيك الاكبيره. |
| صطيف             | وسيم الرحبي         | ابن ابو، صطيف |
| رمزية            | لينا كرم            | يقوم رشدي بطلب من ابو عارف عاملة لتنظيف البيت، وياتي ابو عارف لرمزية يطلب منها الذهاب إلى منزل رشدي بيك، ويقوم رشدي بتحرش بها. |
| شلهوب            | جلال الطويل         | نائب قسم التحري، ويقوم بتعذيب المساجين. |
| بشيرة            | إمارات رزق          | زوجت راشد وكنت ام راشد و امها ام بشيرة، ويذهب راشد ويطلقها |
| ابو صطيف         | أحمد خليفة          | ابو صطيف وصحاب دكانت البقوليات في الحارة. |
| ام احمد          | رزان أبو رضوان      | ام احمد من حارت ابو عزيز، وتقوم بأرسل ابنها أحمد للعمال بعد وفات زوجها، وزوجت راشد الثانية |
| ام شبلي          | نسيمة ضاهر          | ام شبلي و زوجت ابو شبلي من سكان دومة. |
| زهير             | بسام دكاك           | داسوس الحارة موكل من صبري أفندي، بيع النيفه والراس. |
| ياسمين           | شذي دوغان           | جارت اميرا. |
| ابو أيوب         | رياض كبرة           | كندرجي الحارة. |
| ضيوف شرف المسلسل |                     | |
| الشيخة مطيعة     | منى واصف            | |
| ابو صبري         | هاني الروماني       | |
| وجيهة            | جيهان عبدالعظيم     | |